# Адолий
Адо́лий (ср.-греч. Αδόλιος, лат. Adolius; арм. Ադոլիոս; погиб в 543) — знатный византиец, при императоре Юстиниане I бывший силенциарием и военным.

## Биография
Основной нарративный источник об Адолии — «Война с персами» Прокопия Кесарийского. Позднее данные свидетельства были использованы Георгием Кедрином в его «Обозрении истории».
Адолий был армянином, сыном проконсула (анфипата) Первой Армении Акакия. Его родиной были те армянские территории, которые находились в составе Византии.
Акакий, человек жестокий, жадный и очень нелюбимый жителями Византийской Армении, был в 538 или 539 году во время вызванного повышением налогов антивизантийского восстания убит армянином Артабаном. Адолий настойчиво просил Юстиниана I покарать убийцу его отца и других мятежников. Однако когда император направил в Армению Ситту, Адолий поссорился с этим военачальником, так как тот «медлил с военными действиями», пытаясь прекратить восстание мирными средствами. В результате по наущению Адолия Юстиниан I повелел Ситте выступить с войском против армян, но тот вскоре был теми убит.
В начале 540-х годов Адолий, неизвестно когда и при каких обстоятельствах получивший должность силенциария в императорском дворце в Константинополе, был одним из придворных Юстиниана I.
К 542 году относится свидетельство об участии Адолия в Лазской войне. Тогда он командовал отрядом армян, подчиняясь военному магистру Востока Велизарию. Для демонстрации военной силы Адолию и Диогену было приказано переправиться через Евфрат с отрядом в тысячу всадников. На противоположном берегу византийцы начали патрулирование местности с целью показать Хосрову I Ануширвану готовность не дать персам спокойно переправиться через реку и возвратиться в Сасанидское государство. Однако когда сасанидская армия всё же начала переправу через Евфрат, Велизарий приказал Адолию и Диогену этому не препятствовать. По утверждению Прокопия Кесарийского, такое решение византийский полководец принял из-за значительного численного преимущества персов. К тому же Велизарий опасался, что если сасанидское войско останется на византийском берегу реки, Хосров I сам сможет его атаковать.
В 543 году Адолий был одним из подчиненных Петра, когда тот в находившейся вблизи Феодосиполя (современного Эрзурума) крепости Кифаризум присоединился к новому военному магистру Востока Мартину. Здесь византийская армия вела подготовку к походу в Персидскую Армению. Однако вскоре Пётр и Мартин, не поставив в известность других византийских военачальников, самостоятельно вторглись в Сасанидское государство. Адолий принял участие в этом походе. Достигнув крепости Англон (современный Дёнемеч), византийцы столкнулись с возглавлявшимся Набедом сасанидским войском. В произошедшем здесь сражении христиане потерпели тяжёлое поражение. Множество византийцев (включая военачальника Нарсеса) пало в битве, ещё многие погибли во время бегства через армянские владения Сасанидов. Среди таких был и Адолий: когда он проезжал одно из селений, местный житель убил его, попав ему камнем в голову.
Тем временем остальные византийские военачальники — Домнентиол, Юст, Пераний, Иоанн и Иоанн Обжора — совместно выступили к Фисону (вблизи Мартирополя), а оттуда к византийско-сасанидской границе. Однако это войско ограничилось разорением селений в Тарониде и вскоре возвратилось в Византию.